# Henri-Gustave Lengellé
Pour les articles homonymes, voir Tardy.
Henri-Gustave Lengellé (alias Tardy) est un écrivain français, né le 22 juillet 1901 à Gex et mort le 29 septembre 1971 à Paris 4e.

## Biographie
Tardy est un pseudonyme collectif utilisé par la famille Lengellé : le père Henri Ermelie Jean-Baptiste, son fils Henri Gustave Eugène et son petit fils Maurice. 
Henri Gustave Eugène a épousé, le 15 mars 1927, à Paris 15e, Elisabeth Henriette Marie Charavel originaire de Bourg-Saint-Maurice.
C'est en 1901 qu'Henri Ermelie Jean-Baptiste Lengellé (1869-1928) publie sous le pseudonyme de Tardy, nom de jeune fille de sa femme Gabrielle, un ouvrage signé TARDY : l'Annuaire des fabricants d'horlogerie bijouterie de France et des industries qui s'y rattachent.

## Documentation bibliographique

### Faïence
- Décors des céramiques françaises.
- Poteries Faïences française.
- Les porcelaines françaises (historiques, caractéristiques, décors, couleurs, productions, contrefaçons, copies, marques, suivi d'un répertoire des noms cités, d'un classement par département des lieux de production, d'une muséographie, d'un index des sigles et marques)
- Poteries, grès, faïences (Marseille, Moustiers, Nevers, Rouen, Strasbourg)
- Faïence de Rouen

### Horlogerie
- Bibliographie générale de la mesure du temps, 1947
- La Pendule française des origines à nos jours
- La Pendule française dans le monde, des origines à nos jours : documentation recueillie auprès de nos penduliers, 1955
- Dictionnaire des horlogers français, 1971-1972
- Pierre Le Roy et la chronométrie, Éditions Tardy, [1940]

### Poinçons
- Les monnaies d'or, d'argent et de platine internationales
- Poinçons d'argent, les poinçons de garantie internationaux pour l'argent
- Les étains français : Les Provinces : Abbeville à Limoges.

### Divers
- Les pierres précieuses : Les pierres fines et d'ornementation, Les perles, L'ambre, Le corail, L'écaille, L'ivoire et leurs imitations
- Les Ivoires : Évolution décorative du Ier siècle à nos jours.
- Dictionnaire des thèmes et décors.